# Markó László (vegyészmérnök)
Markó László (Debrecen, 1928. október 16. – 2022. június 20.) állami díjas magyar vegyészmérnök, egyetemi tanár, a Magyar Tudományos Akadémia rendes tagja. Kutatási területe a petrolkémia, ezen belül is az alkének kémiája, valamint a fémorganikus vegyületek és a homogén katalízis. A veszprémi vegyészképzés egyik vezető alakja, a szerves kémia tanszék vezetője huszonegy éven keresztül, 1965 és 1986 között. 1986 és 1990 között az MTA Műszaki Kémiai Kutatóintézet igazgatója.

## Életpályája
Középiskolai tanulmányait Budapesten, előbb a Reichdeutsche Schuléban, majd a második világháború végét követően a Budapesti Református Gimnáziumban végezte, ahol 1947-ben érettségizett. A német megszállás alatt az édesapja által vezetett kórház laborjában dolgozott. Mivel hadiüzemnek számított, nem kellett bevonulnia. Érettségizése után felvették a Budapesti Műszaki Egyetem Vegyészmérnöki Karára, ahol 1951-ben szerezte meg vegyészmérnöki diplomáját.
Ezt követően a Magyar Ásványolaj- és Földgázkísérleti Intézet (MÁFKI) tudományos munkatársaként helyezkedett el. Itt tizennégy éven keresztül kutatott (1959-ben védte meg egyetemi doktori disszertációját), majd 1965-ben a Veszprémi Vegyipari Egyetem szerves kémiai tanszékének vezetésével bízták meg, először egyetemi docensi beosztásban. 1969-ben kapta meg egyetemi tanári kinevezését. Szintén 1965-ben alakult meg az MTA Petrolkémiai Tanszéki Kutatócsoportja is Veszprémben, amelynek vezetője lett.
1986-ban az MTA Műszaki Kémiai Kutatóintézetének vezetésével bízták meg, igazgatói kinevezése miatt lemondott tanszékvezetői pozíciójáról, az egyetemen másodállású egyetemi tanárként azonban tovább tanított. A kutatóintézetet négy éven keresztül irányította, majd kutatóprofesszorként tevékenykedett tovább az intézetben. 1998-ban nyugdíjazták, az egyetem professor emeritusszá avatta. Magyarországi munkái mellett 1975-ben a Würzburgi Egyetemen, 1981-ben a Chicagói Egyetemen, 1993-ban a CNRS toulouse-i kémiai laboratóriumában volt vendégkutató, illetve vendégprofesszor.
1963-ban védte meg a kémiai tudomány kandidátusi, 1968-ban akadémiai doktori értekezését. Az MTA Kőolaj- és Petrolkémiai Bizottságának lett tagja, illetve elnöke. 1976-ban a Magyar Tudományos Akadémia levelező, 1987-ben rendes tagjává választotta. 1985 és 1988 között az akadémia Kémiai Tudományok Osztálya elnökhelyettese, majd 1996-ig elnöke volt. Ezenkívül 1996 és 2002 között a Veszprémi Akadémiai Bizottságot is vezette. 1990-ben bekerült a Műszaki Kémiai Bizottságba is. Akadémiai tevékenységén túl a Magyar Kémikusok Egyesülete Veszprém megyei csoportjának elnöke volt 1970 és 1976 között.
Nemzetközi szinten 1990 és 1993 között a European Science Foundation nemzeti bizottságának tagja volt. 1989 és 1996 között (az MTA Kémiai Tudományok Osztálya elnökeként) a Kémiai Közlemények című folyóirat főszerkesztője volt, ezenkívül az Aspects of Homogeneous Catalysis (1972–1994), a Catalysis by Metal Complexes (1982-1997) és a Journal of Cluster Science (1996–2003) szerkesztőbizottsági tagjaként is aktív volt. 1984 és 1987 között a C1 Molecules Chemistry regionális szerkesztője.
1999 és 2003, valamint 2005 és 2012 között a Varga József-díj tudományos tanácsa elnöke volt, valamint 1999-ben az Oláh György-díj kuratóriumába is bekerült. Tudományos közéleti tevékenységén túl a Magyar Karszt- és Barlangkutató Társulat elnökségi tagja volt 1968 és 1974 között. Több mint kétszáznyolcvan tudományos publikáció szerzője vagy társszerzője, emellett harmincöt szabadalom birtokosa. Publikációit magyar, angol és német nyelven adja közre.

## Díjai, elismerései
- Állami Díj (1988)
- kiváló feltaláló (1989)
- A Magyar Köztársasági Érdemrend középkeresztje (1995)
- Alexander von Humboldt-díj (1995)
- Veszprém megye érdemrendje (1997)
- a Pannon Egyetem díszdoktora (2003)
- Akadémiai Aranyérem (2005)
- Veszprém díszpolgára (2011)[1]

## Főbb publikációi
- Etil-alkohol előállítása szintézisgázból (társszerző, 1956)
- Infrared Spectra of some Metal Carbonyls in n-Heptane Solution: Structure of Mercury Cobalt Carbonyl (Bor Györggyel, 1960)
- Tricobaltenneacarbonylsulphide (társszerző, 1961)
- Einfache Laboratoriumsmethode zur Herstellung von kristallinem Dikobaltoctacarbonyl (társszerző, 1961)
- The Kinetics and Mechanism of Homogeneous Aldehyde Hydrogenation with Cobalt Carbonyl as Catalyst (1962)
- Kobaltcarbonylderivate des Tetrachlorkohlenstoffs und organischer gem.-Trihalogen Verbindungen: Trikobaltenneacarbonyl-kohlenstoffverbindungen (társszerző, 1962)
- Sulphur Containing Metal Carbonyls: Vi. A Mixed Cobalt-Iron Carbonyl Sulphide (társszerző, 1964)
- Monosubstituted Derivatives of Dicobalt Octacarbonyl with Phosphines and Phosphites (társszerző, 1968)
- Kobaltorganikus hidrogénaktiváló katalizátorok mérgezése (akadémiai doktori értekezés, 1968)
- Methinyltricobalt Enneacarbonyl Compounds: Preparation, Structure and Properties (társszerző, 1970)
- Phosphido Carbonyl Clusters: Co2(CO)6P2 and Co3(CO)9PS (társszerző, 1973)
- Hydroformylation of Olefins with Carbonyl Derivatives of the Noble Metals als Catalysts (könyvfejezet, 1974)
- Szerves kémia I–IV. (Farády Lászlóval, egyetemi tankönyv, első kiadás, 1978)
- First Fixation of the Unstable Species Sulfur Monoxide in a Cluster – Synthesis and Structure of Fe3(CO)9(S)SO (társszerző, 1980)
- Reaction of HCo(CO)4 and CO with Styrene: Mechanism of (alpha-Phenylpropionyl)cobalt and (beta-Phenylpropionyl)cobalt Tetracarbonyl Formation (Ungváry Ferenccel, 1982)
- Spectroscopic and Catalytic Study on Metal Carbonyl Clusters Supported on Cab-o-sil .1: Impregnation and Decomposition of Fe3(CO)12 (társszerző, 1984)
- A Facile Method for the Preparation of 2,4-Bis(diphenylphosphino)pentane (bdpp) Enantiomers and their Application in Asymmetric Hydrogenation (társszerző, 1985)
- C-2 Compounds Directly from Synthesis Gas via Organometallic Catalysts (1992)
- Cobalt-Catalyzed Carbonylation of Benzyl Halides Using Polyethylene Glycols as Phase-Transfer Catalysts (társszerző, 1996)
- Miért "balkezesek" a fehérjéket felépítő aminosavak? A biomolekulák homokiralitásának eredete; Savaria University Press, Szombathely, 1998 (Dissertationes Savarienses)
- Asymmetric Hydroformylation of Styrene Catalyzed by Platinum Complexes of Chiral Diphosphites with Atropisomeric Terminal Moieties (társszerző, 2001)
- Gyémántfelületek szerves kémiája (2005)